# Gouvernement (Limburg)
Het Gouvernement, ook wel Gouvernement aan de Maas, is het provinciehuis van de Nederlandse provincie Limburg. Het gebouw staat in Randwyck in de Limburgse hoofdstad Maastricht en is gelegen aan en deels in de rivier de Maas.

## Geschiedenis
Het Gouvernement is de zetel van Provinciale Staten van Limburg, Gedeputeerde Staten van Limburg en de commissaris van de Koning in Limburg. Limburg is de enige provincie in Nederland waar laatstgenoemde officieus wordt aangeduid als gouverneur en het gebouw waar deze zetelt als gouvernement; een erfenis uit de tijd van de militaire gouverneurs van Maastricht.
Tot 1986 zetelde het provinciebestuur in het Oud Gouvernement in de binnenstad van Maastricht. Het Gouvernement aan de Maas werd gebouwd tussen 1983 en 1985. Het gebouw in Randwyck werd op 22 april 1986 feestelijk geopend door koningin Beatrix. Bij de openingsfestiviteiten waren onder andere Limburgse schutterijen vertegenwoordigd, waarbij vendelzwaaiers een erehaag voor de koningin vormden. Hoewel het Limburgs Gouvernement primair bedoeld is als bestuurszetel van de provincie Limburg, wordt het gebouw incidenteel ook voor andere bijeenkomsten gebruikt. Het Gouvernement verwierf wereldwijde bekendheid door de bijeenkomst van de Europese Raad van regeringsleiders (Europese top) op 9 en 10 december 1991 en het daarop volgende tekenen van het Verdrag van Maastricht op 7 februari 1992. Anno 2019 werken er ongeveer 1000 mensen.
Waarnemend commissaris Johan Remkes verordonneerde in juli 2021 dat de Nederlandse vlag voortaan standaard bij het gouvernement te Maastricht moest worden gehesen, naast de Limburgse en Europese vlag. Voor de invoering van deze regel werd de Nederlandse vlag alleen gehesen op dagen dat het vlaggenprotocol dat vereiste.

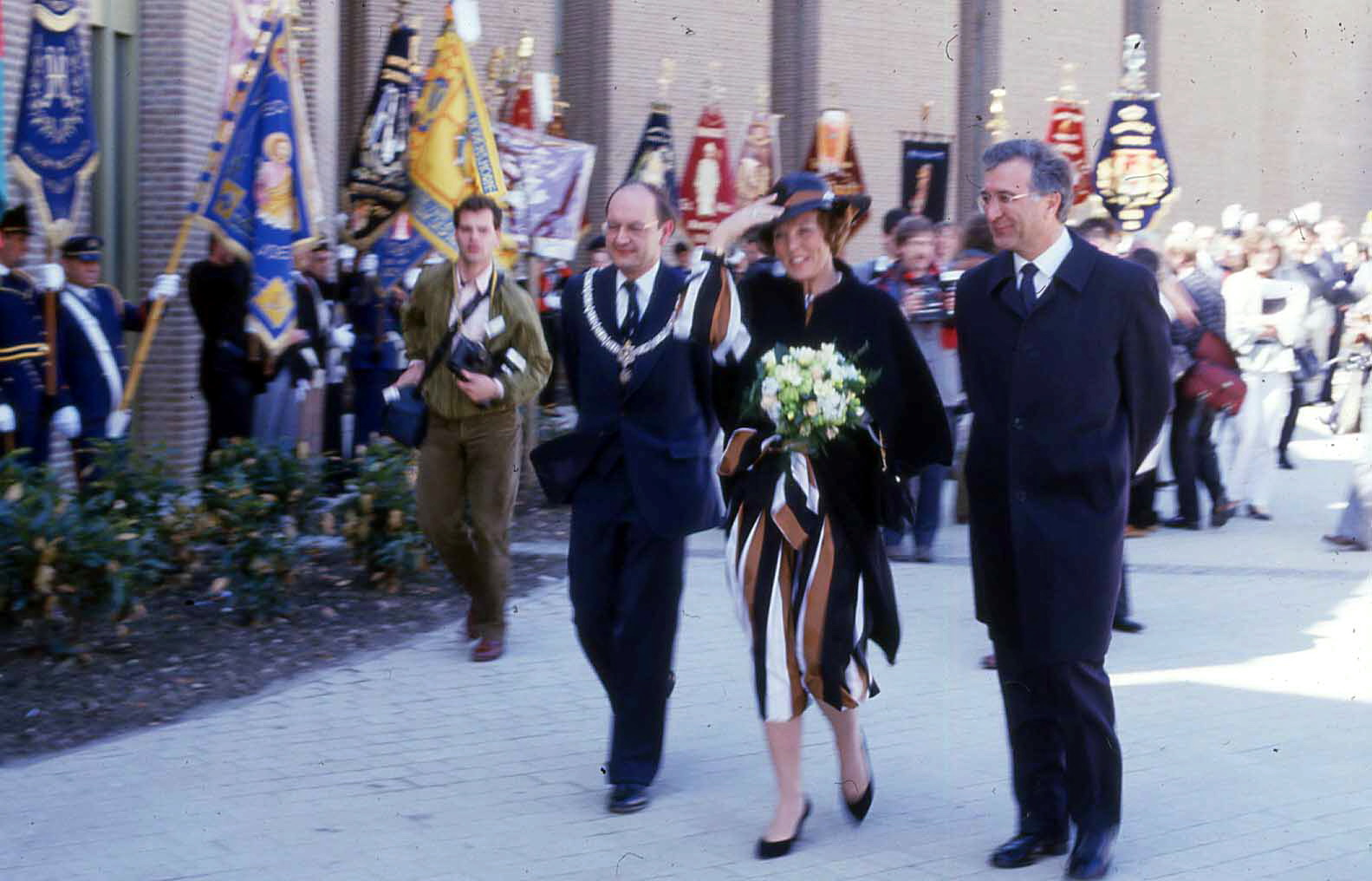
Opening door koningin Beatrix, 1986
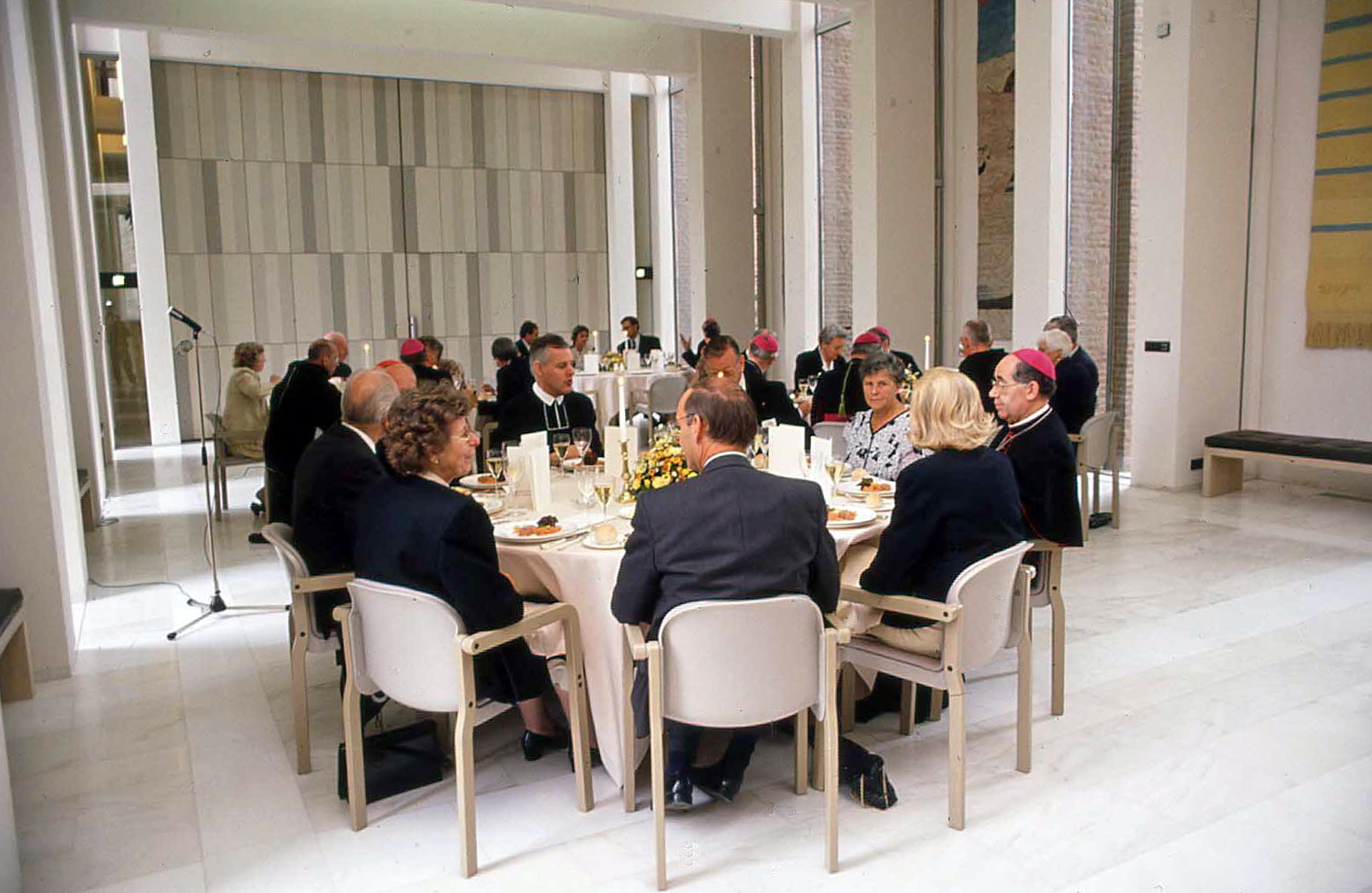
Ontvangst van organisatoren van de Heiligdomsvaart, 1990
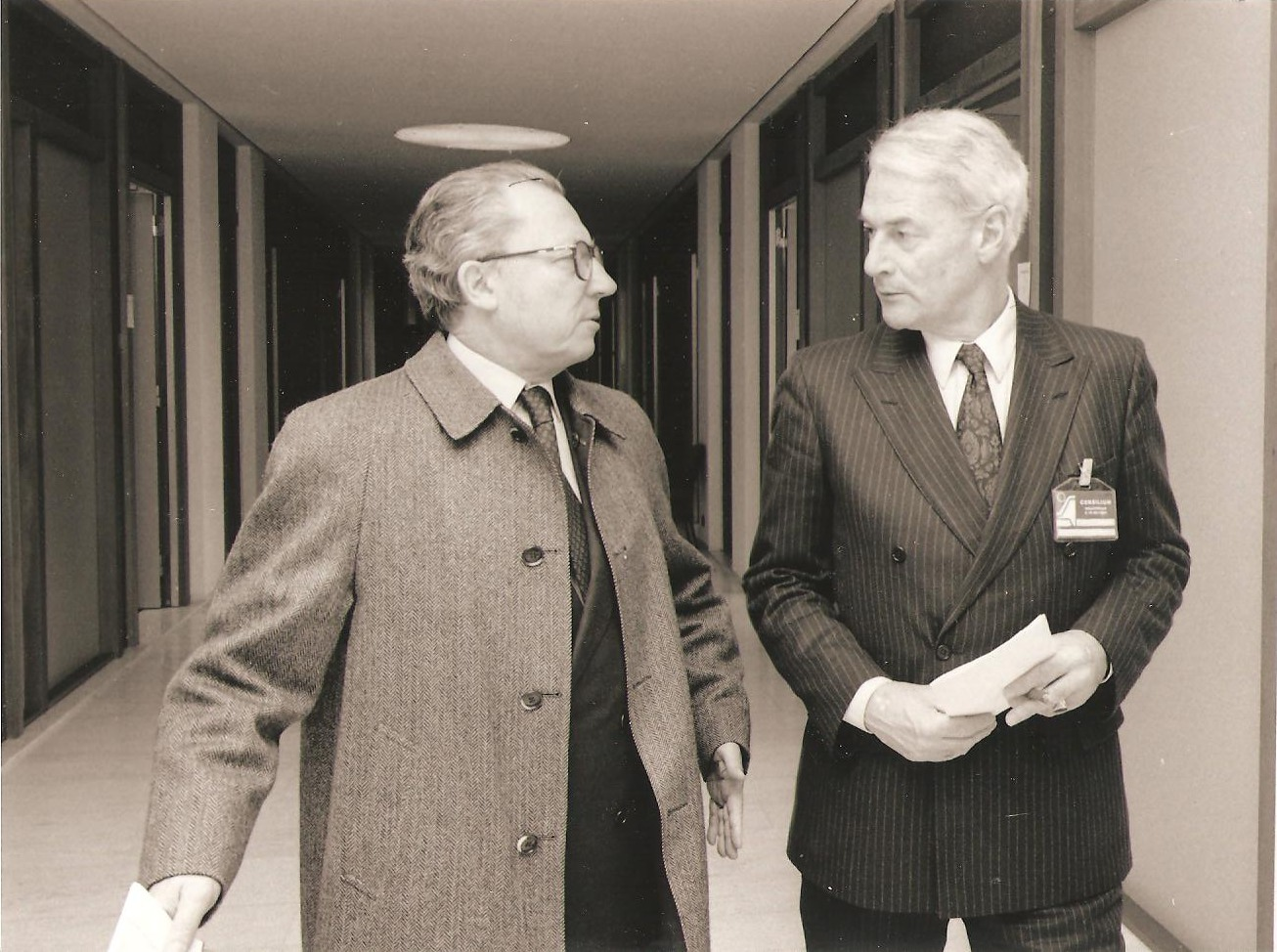
Jacques Delors en Ronald van Beuge tijdens de Eurotop, 1991
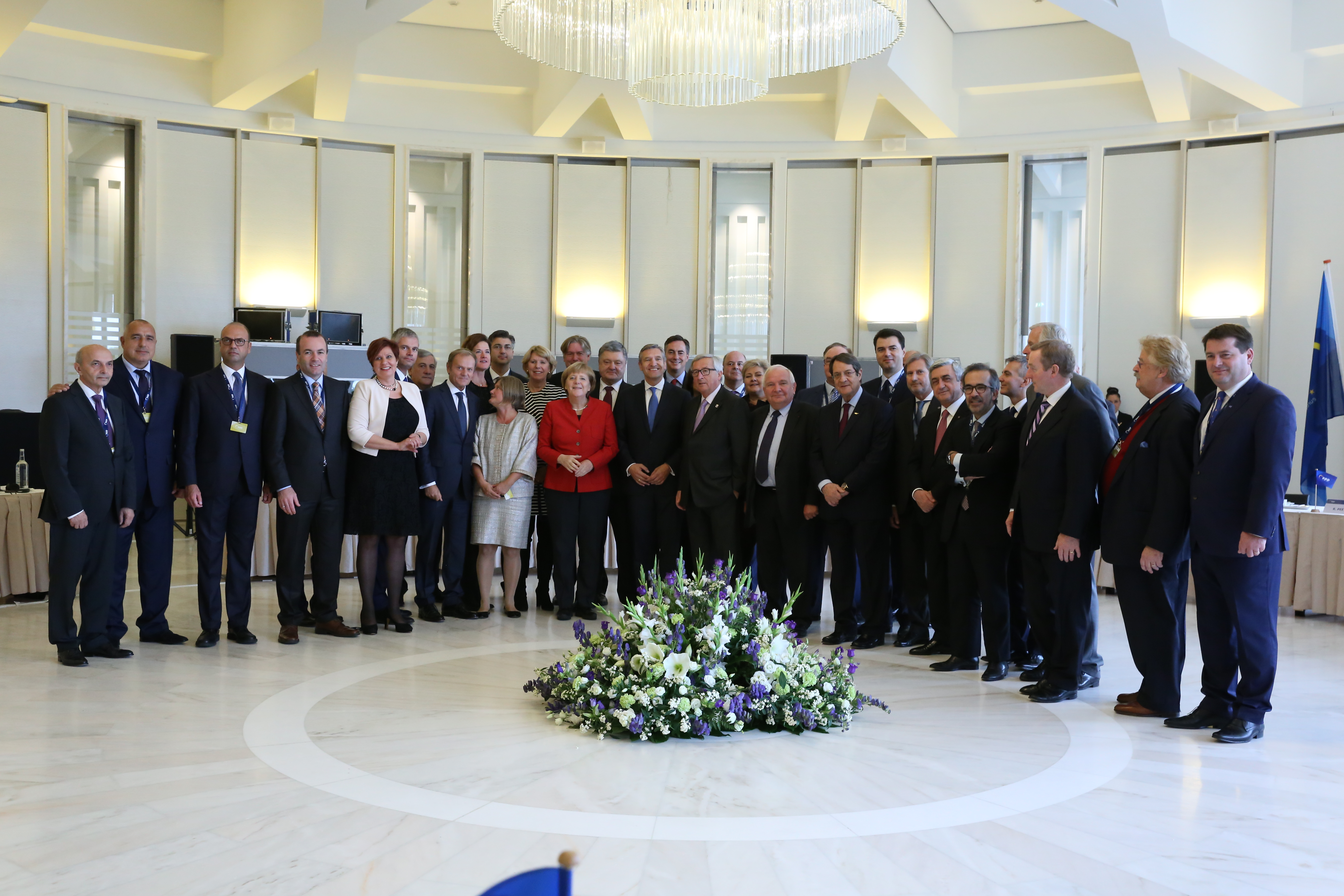
Congres van de Europese Volkspartij, 2016

## Beschrijving

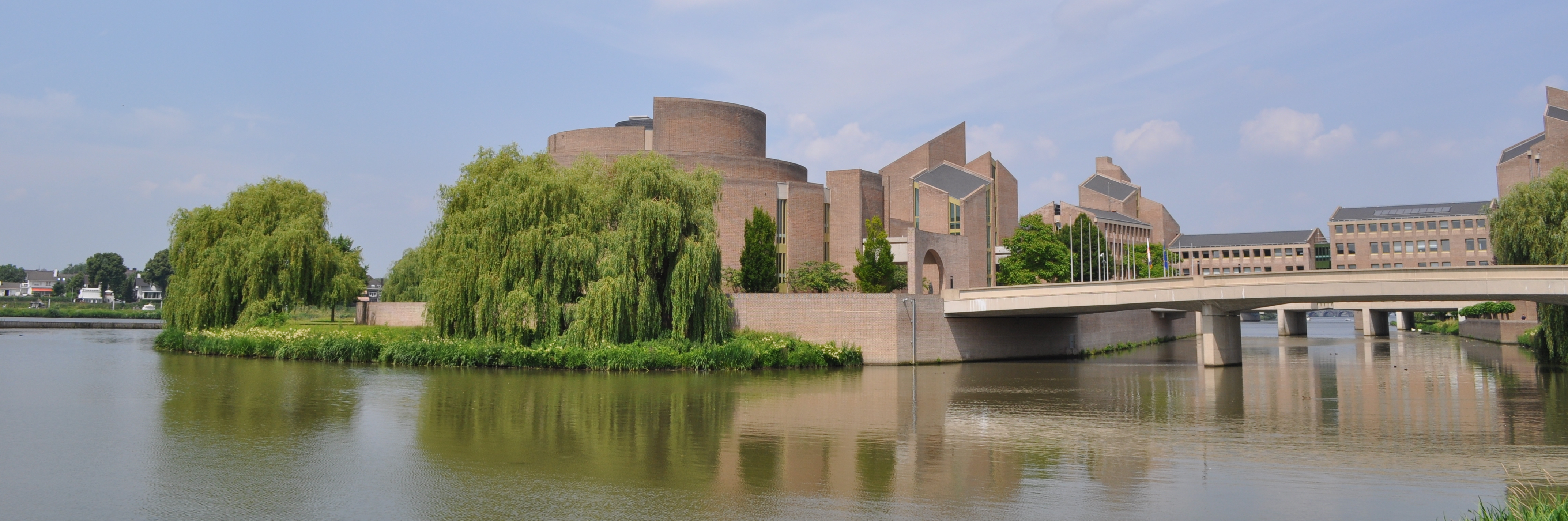
Maas (voorgrond en links), bestuurseiland en brug over Papenwater

### Ligging
Het gebouw is gelegen in de uiterwaarden van de Maas in de Maastrichtse kantorenwijk Randwyck op een plek waar eertijds het vestingwerk Randwyck was gelegen. De ligging in de uiterwaarden maakte een voor Maastricht ongebruikelijke fundering van 735 heipalen noodzakelijk. Het Statengebouw, de bestuursvleugel en een deel van de kantoorvleugels liggen op een eilandje in de Maas, het vroegere Sint-Pieterseiland. De Maasarm tussen de beide bouwdelen heet Papenwater. De tuin en de vijverpartij met fontein bij de hoofdingang zijn ontworpen door Ad Snelder, broer van de hoofdarchitect.

### Exterieur
Het gouvernement werd gebouwd tussen 1983 en 1985 naar een ontwerp van architect Gerard Snelder. Snelder koos voor een sterke geleding van het gebouw in haaks op elkaar staande bouwvolumes, met elkaar verbonden door middel van torenachtige trappenhuizen met schuin aflopende, ruitvormige daken. De achttien bouwblokken, die in hoogte naar de Maas toe afnemen, zijn gedekt met lessenaardaken en hebben een betonskelet dat opgevuld is met baksteen. Deze voor Maastricht typerende bouwwijze verwijst met een knipoog naar de lokale bouwstijl van de Maaslandse renaissance. Het Statengebouw heeft een afwijkende ronde vorm. Het metselwerk verleent het gebouw een sterke tektoniek. Kenmerkend zijn de regelmatig geplaatste, naar beneden afgeschuinde vensteropeningen.

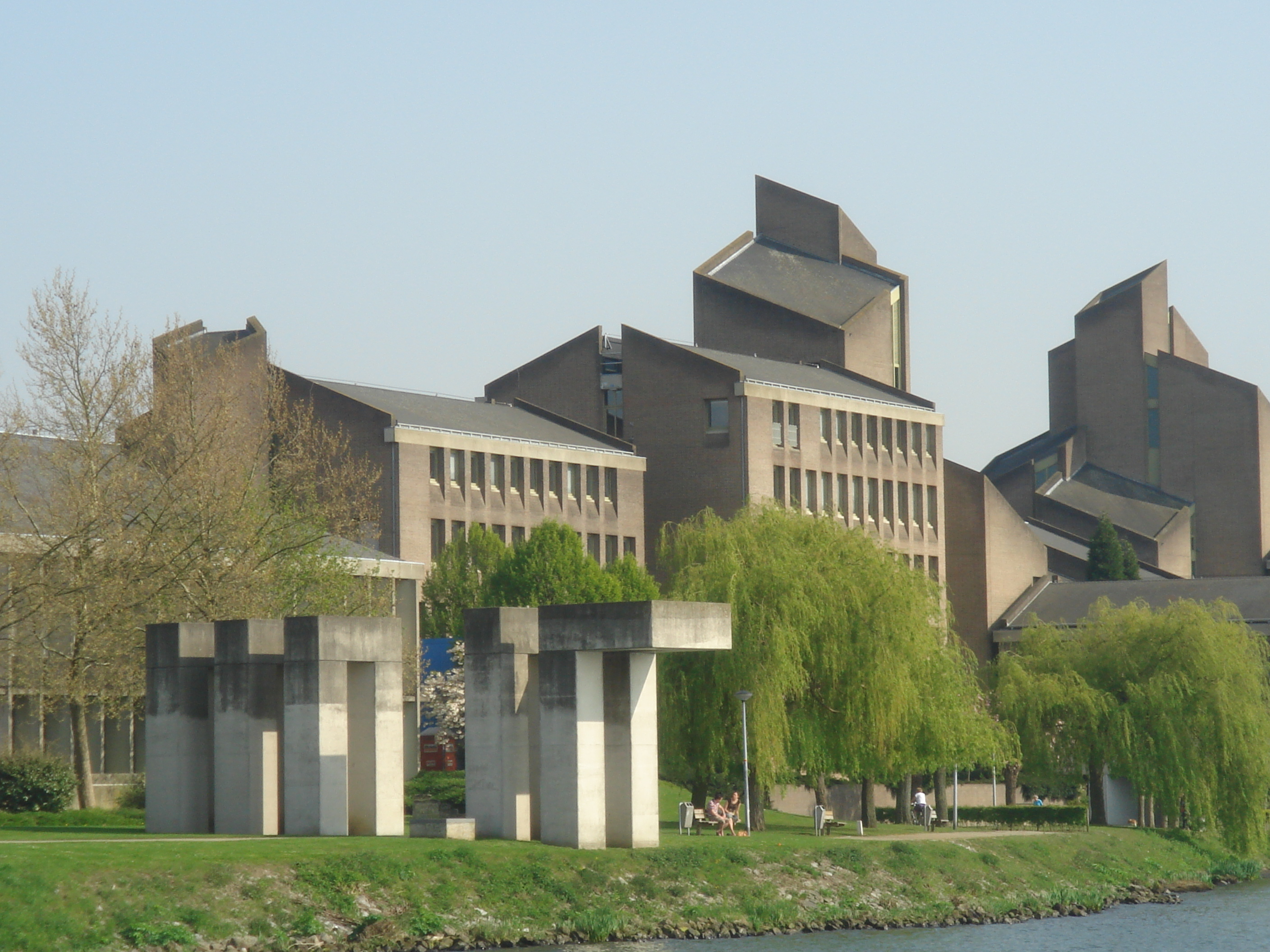
Gelede bouwvolumes, traptorens en schuine daken
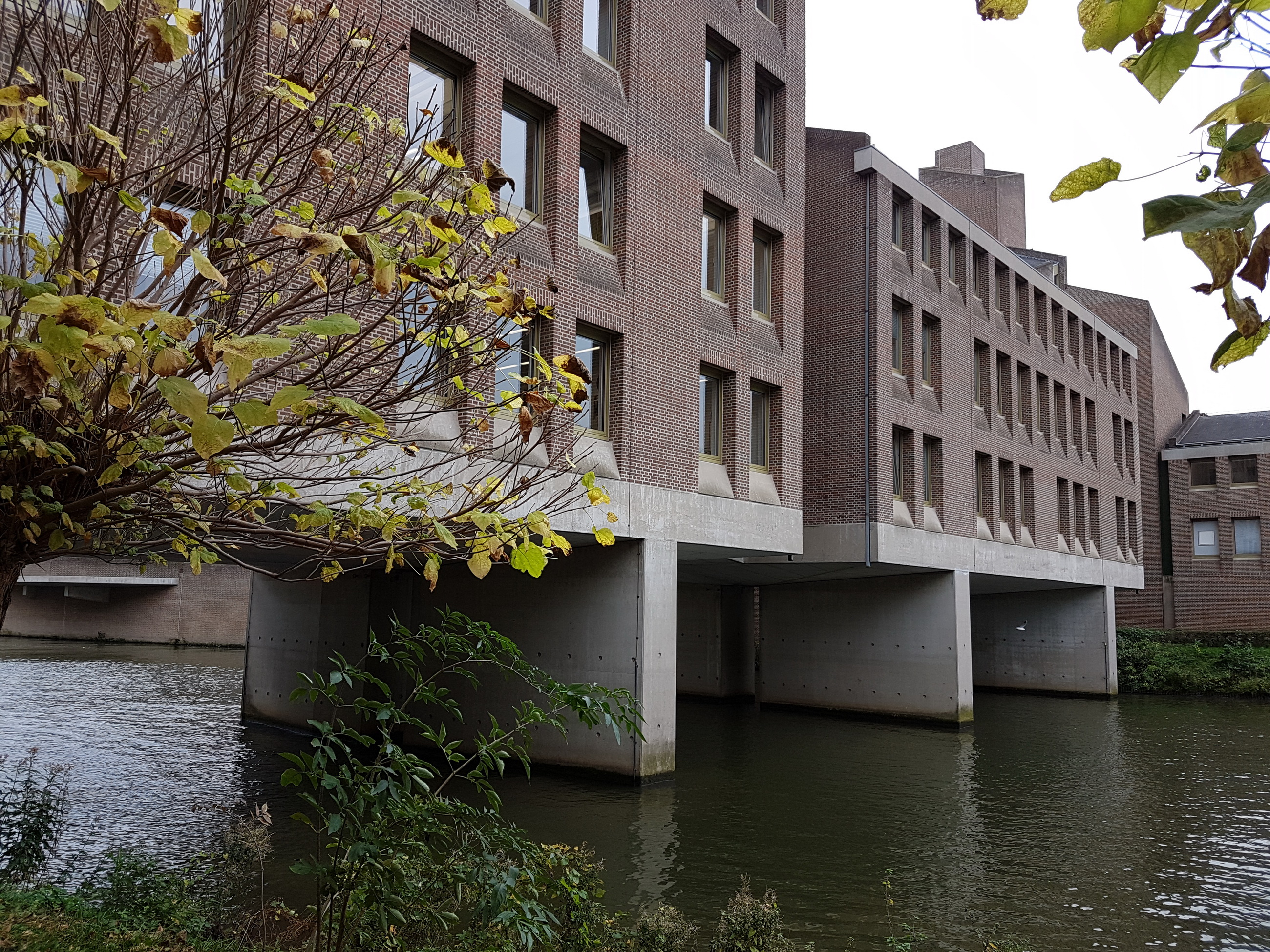
Kantoorvleugels in de Maas
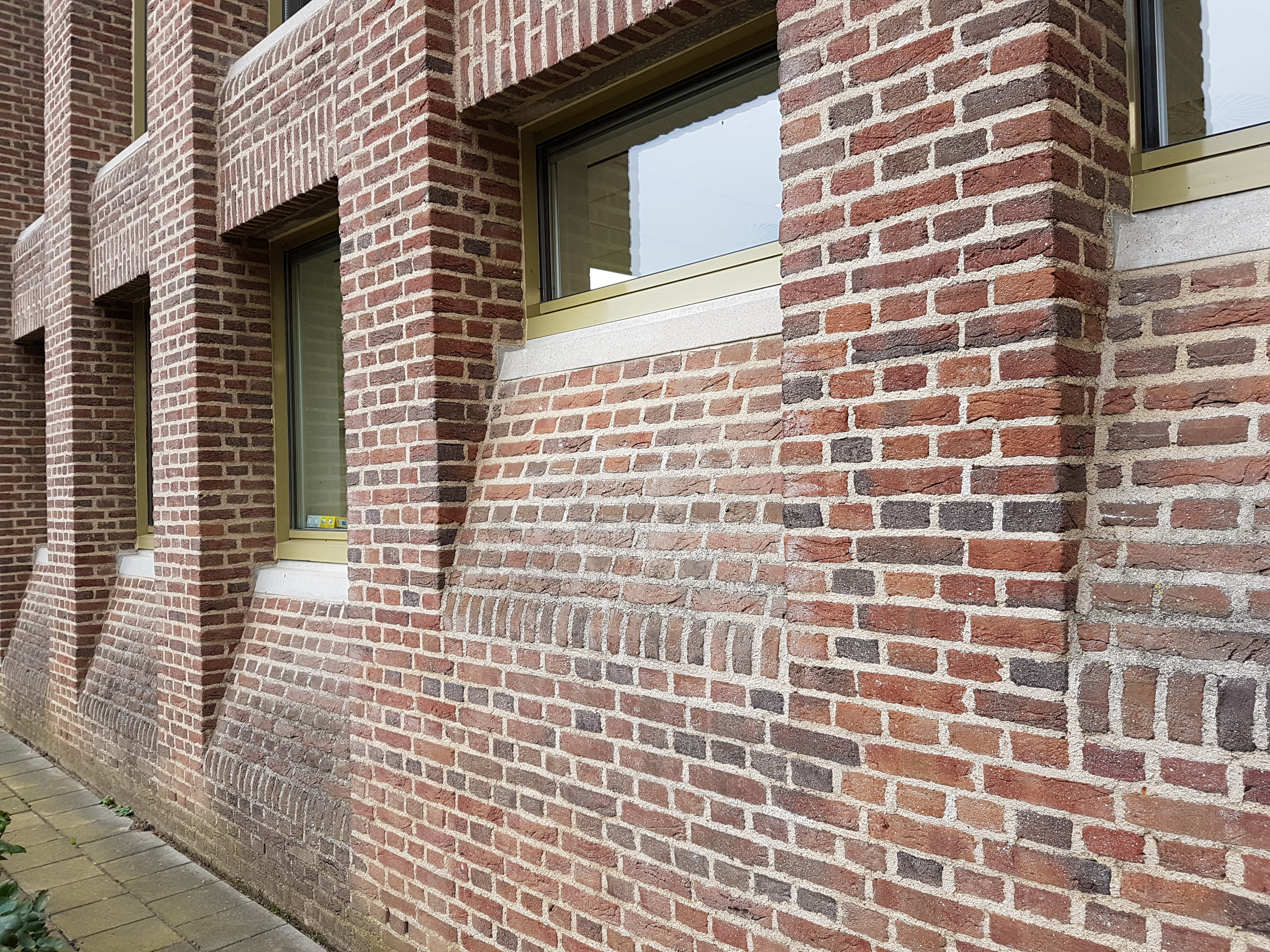
Detail metselwerk
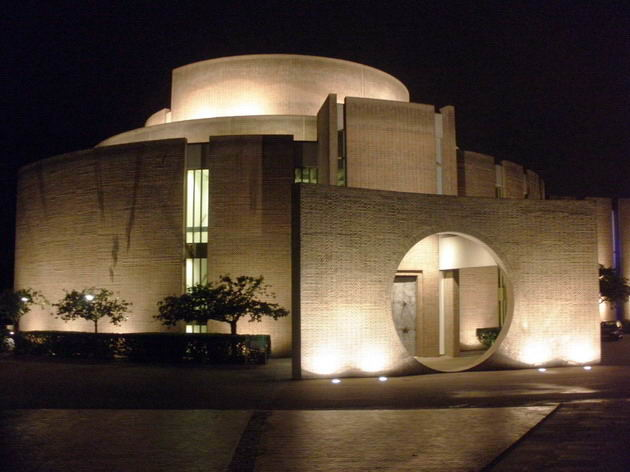
Vergaderzaal Provinciale Staten bij avond

### Interieur
Het interieur is ontworpen door interieurarchitect Dick Elffers, in samenwerking met Gerard Snelder. Met name het ronde Statengebouw en de naastgelegen bestuursvleugel hebben een statige uitstraling met ruime, hoge zalen en gangen, witmarmeren vloeren en grote raampartijen die uitzicht bieden op de Maas en de Sint-Pietersberg. Opvallend zijn de geometrische balkenplafonds in de Statenzaal en de Feestzaal, die Moorse arabesken lijken te combineren met Maasgotische stergewelven. Laatstgenoemde zaal heeft tevens een ingelegde marmervloer. Ook in de kantoorvleugels is gebruik gemaakt van wit Portugees marmer voor de entrees, gangen en trappenhuizen, maar deze zijn iets bescheidener qua afmetingen. De meeste ambtenarenkantoren hebben een standaardoppervlakte van 11 m².

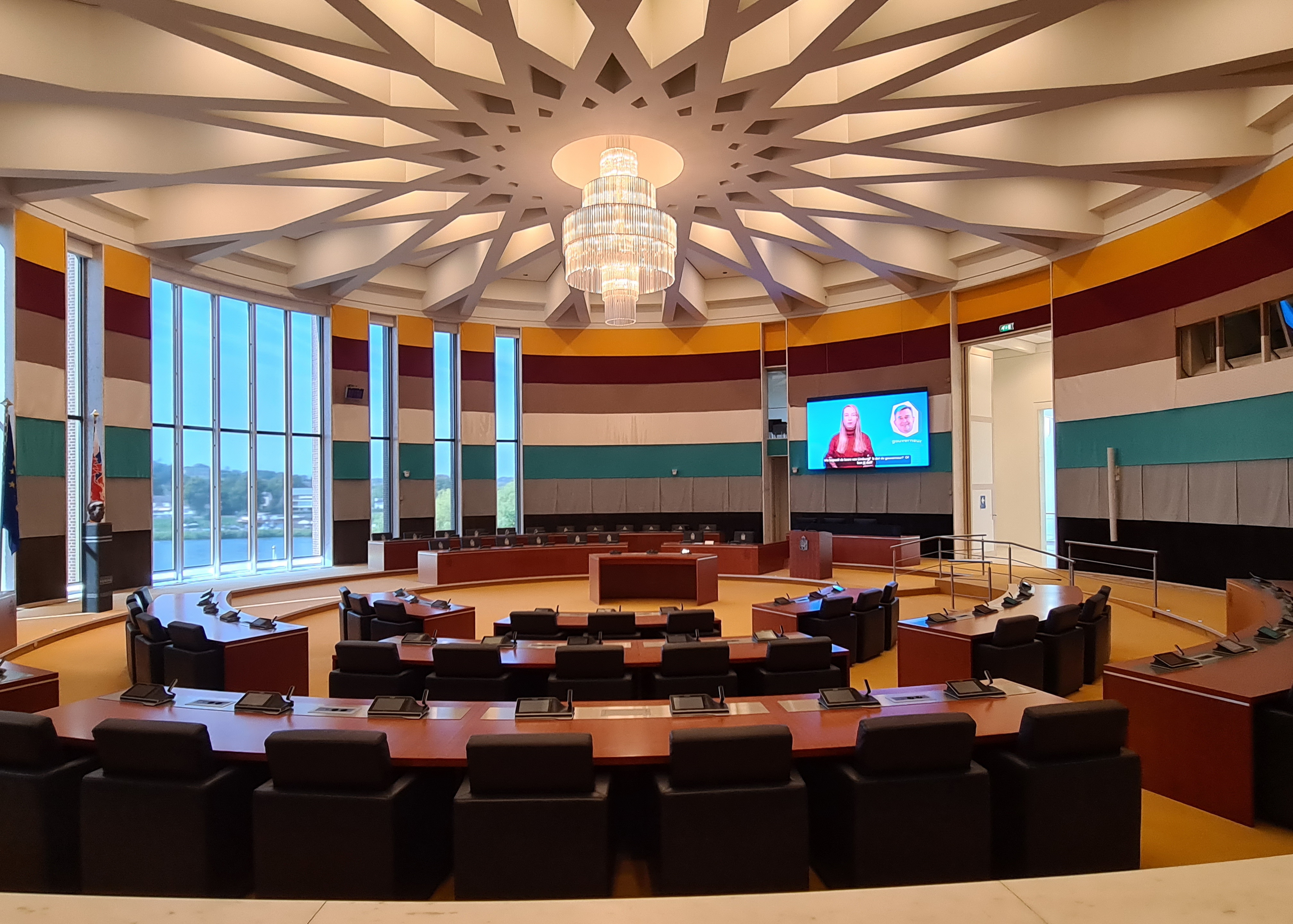
Statenzaal
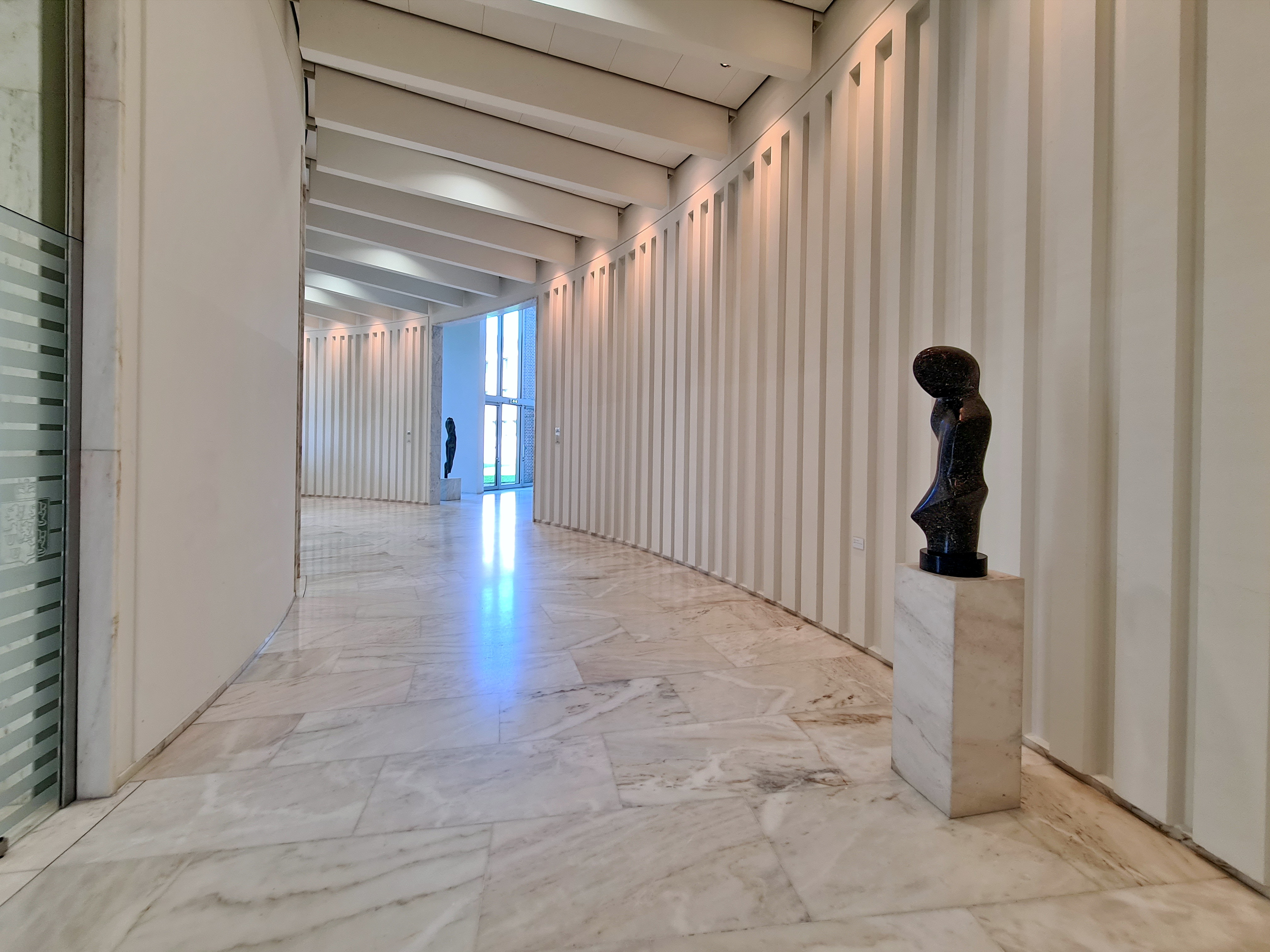
Gang bij Statenzaal
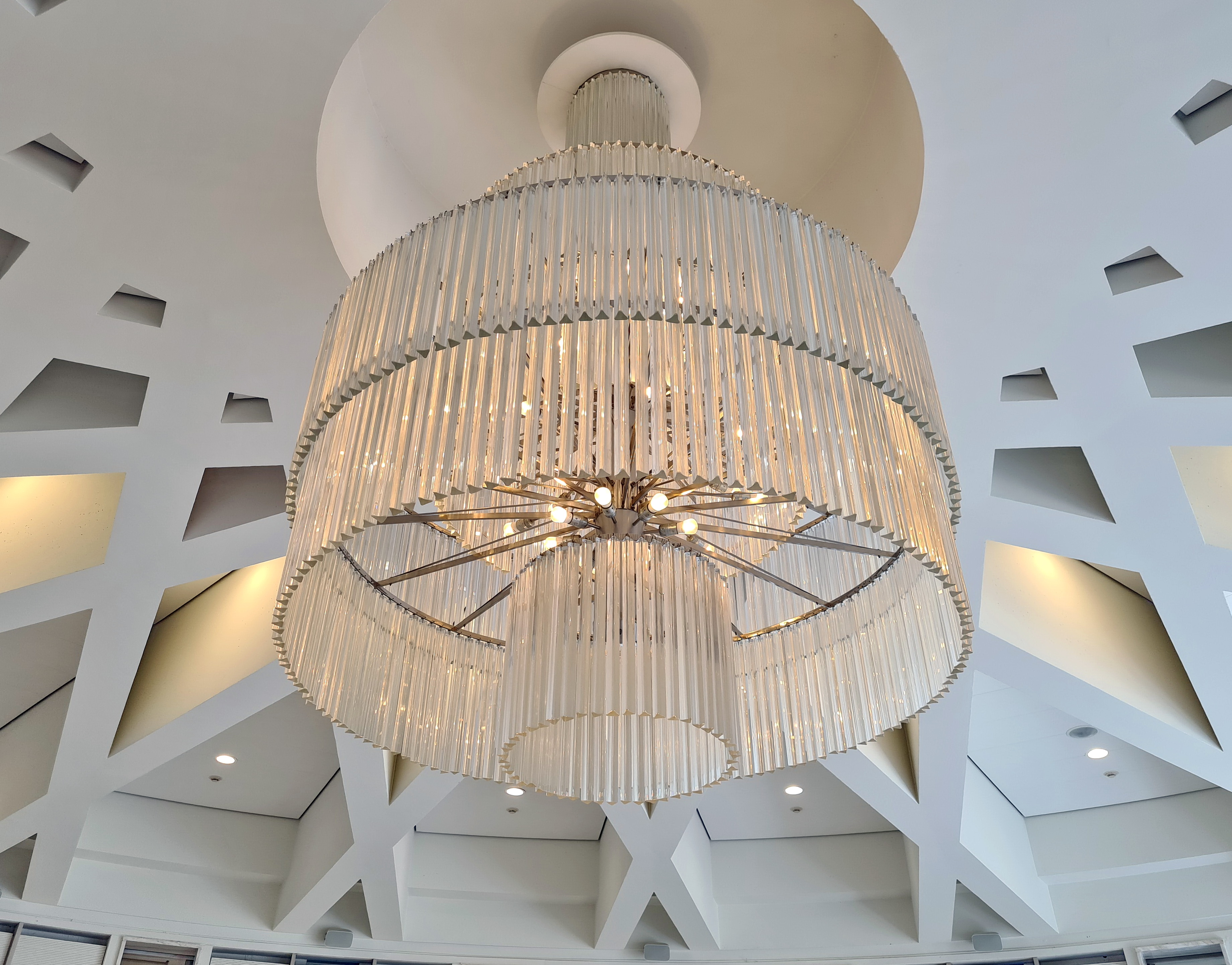
Detail plafond Feestzaal
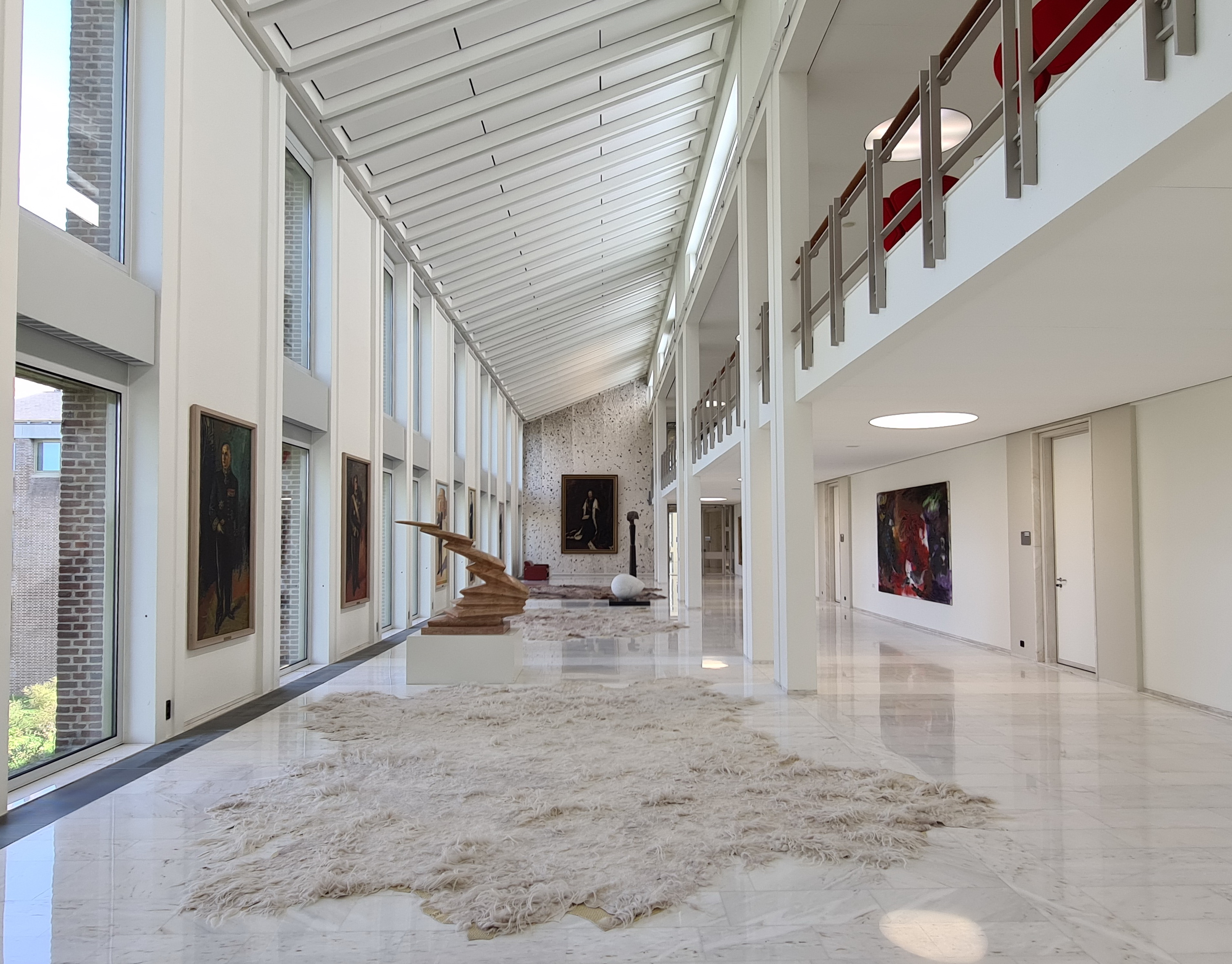
Maaszaal

Voor de inrichting van het complex werd deels gebruik gemaakt van (antiek) meubilair en kunstvoorwerpen afkomstig uit het oude gouvernementsgebouw. Daaronder bevindt zich een staande klok in Lodewijk XV-stijl van de Maastrichtse klokkenmaker Arnold de Neve (1712-1776). Daarnaast bevat het gebouw ruim 1300 kunstwerken, voornamelijk van Limburgse kunstenaars.. De portretschilderingen van Limburgse gouverneurs kregen in 1986 een nieuwe, uniforme lijst en werden tegen een spiegelwand in de Maaszaal geplaatst. Han van Wetering vervaardigde de bronzen deuren van de entree van het Statengebouw. Daan Wildschut maakte voor de entreehal van de ambtenarenvleugel een groot sgraffitokunstwerk gebaseerd op het wapen van Limburg. Verder zijn er onder andere beelden van Frans Gast, Arthur Spronken en Rien Derks, schilderijen van Théodore Schaepkens en Henri Jonas, en wandkleden van Riet Jager, Wilmy Peeters en Rian Wyrsgalla. Als een van de weinige niet-Limburgse kunstenaars, schilderde Gerti Bierenbroodspot twee monumentale doeken met historische taferelen uit de geschiedenis van Limburg.

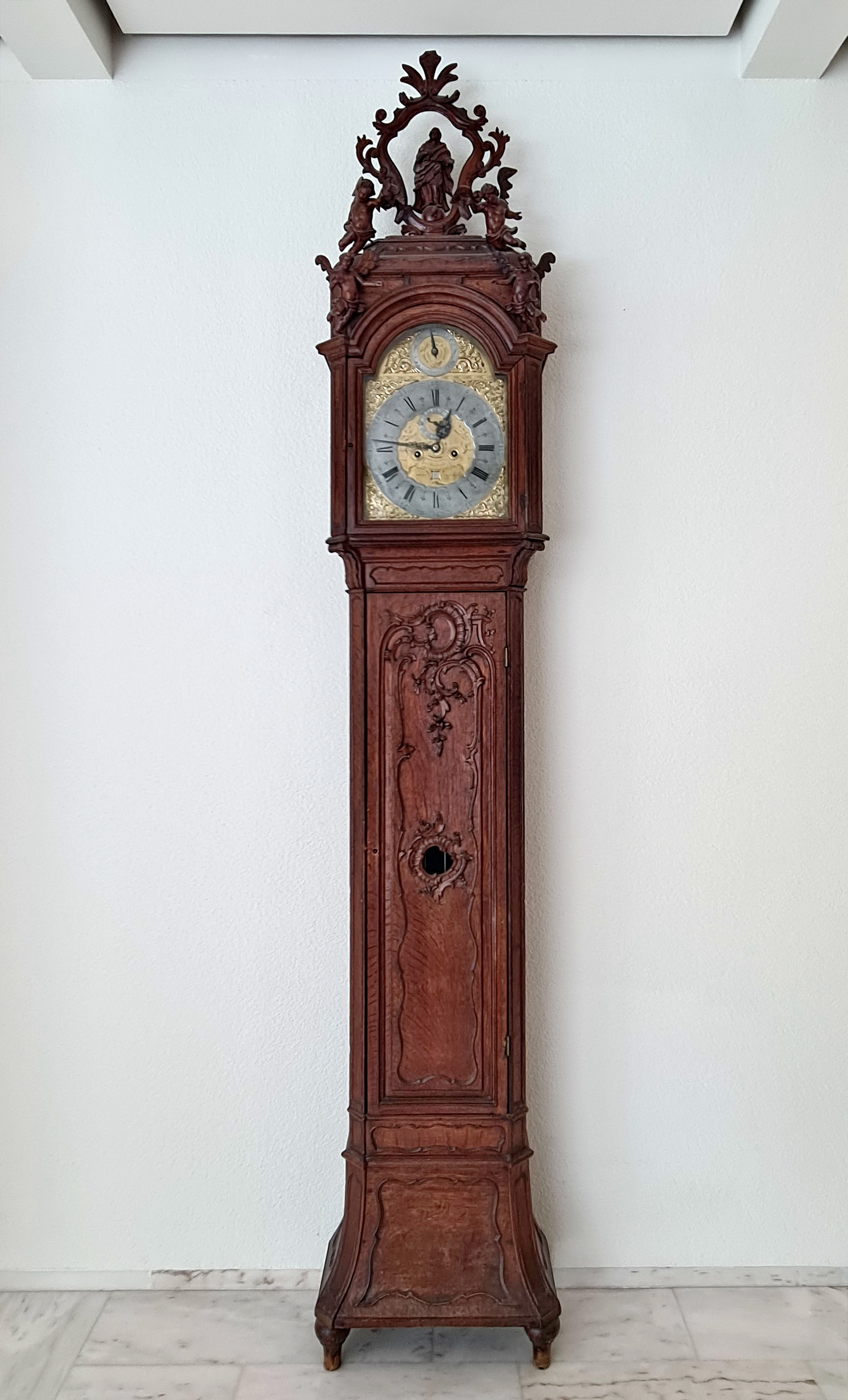
18e-eeuwse Maastrichtse staande klok
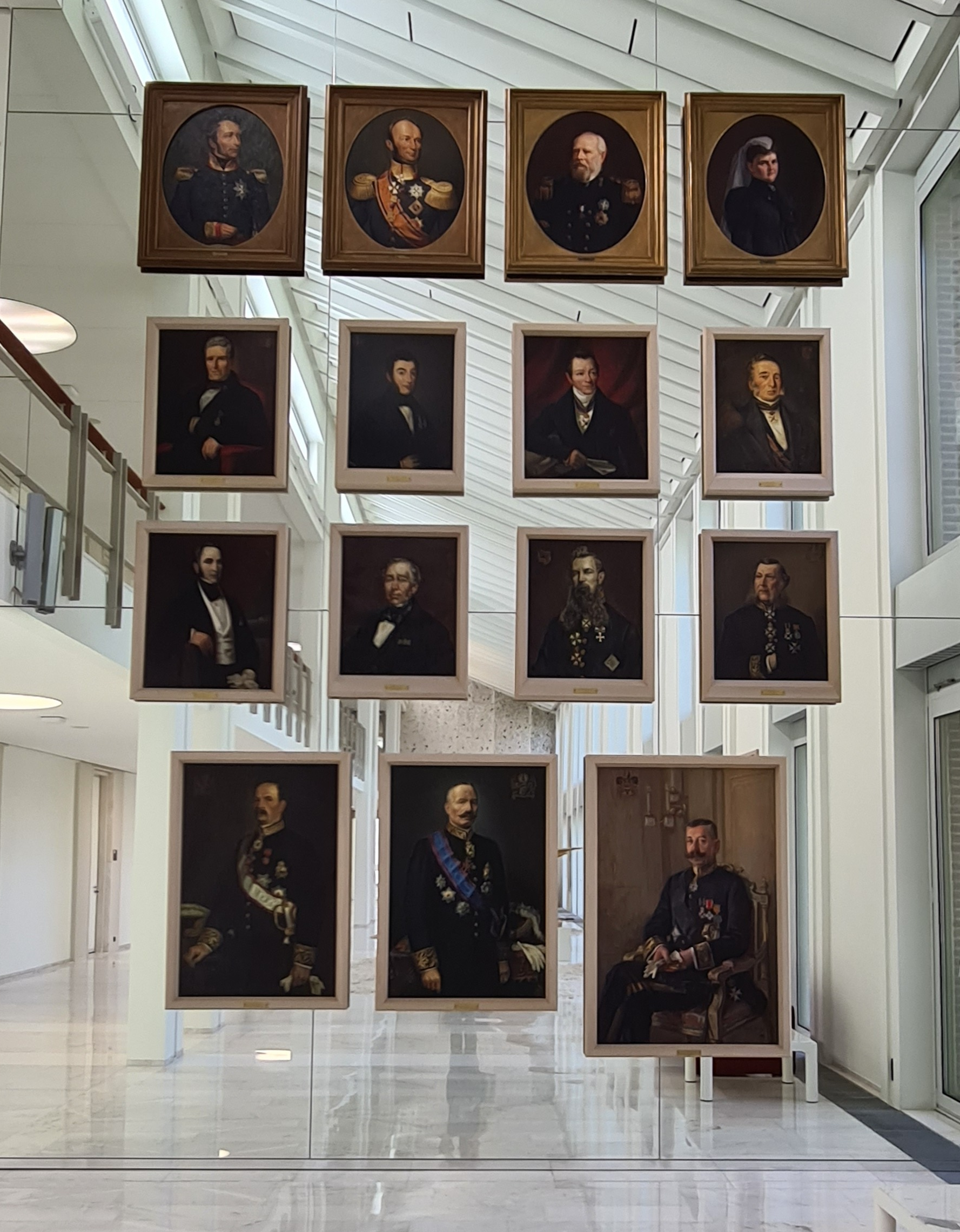
Spiegelwand met gouverneursportretten
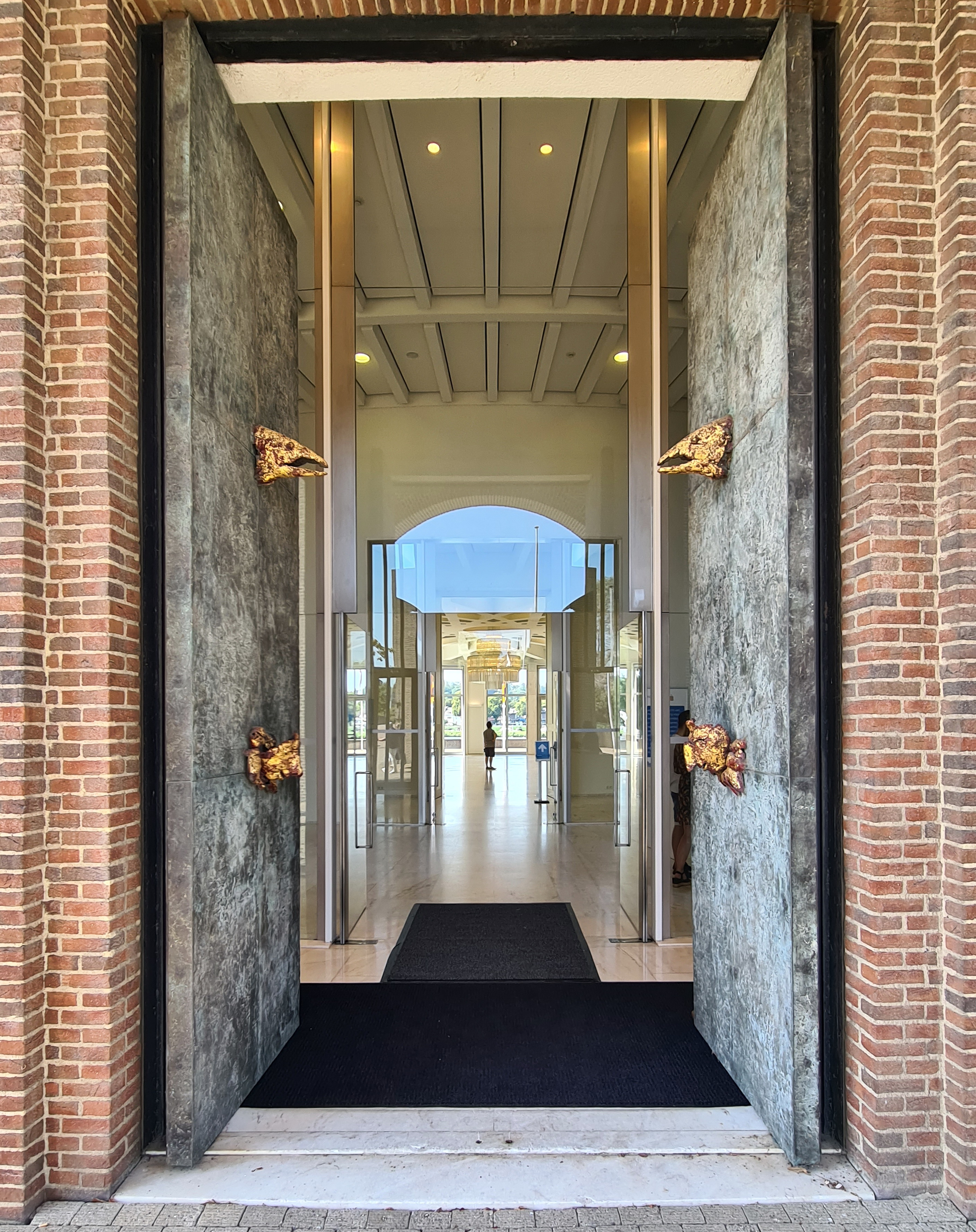
Bronzen deuren van Han van Wetering
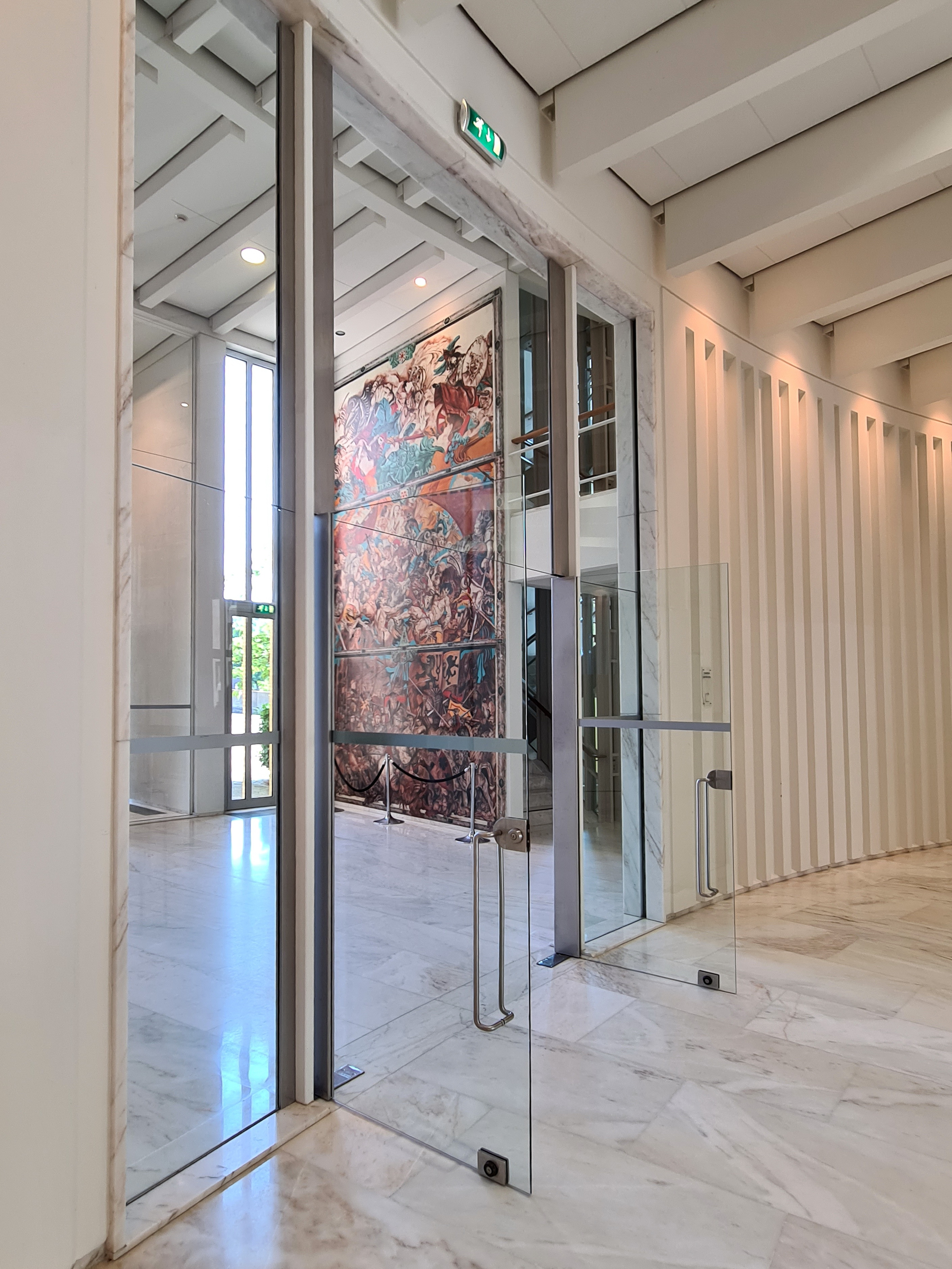
Entreehal met schildering Gerti Bierenbroodpot

## Historische relicten, gedenktekens, kunst
In de tuin van het Gouvernement staat langs de Maas het betonnen Old Hickorymonument van Appie Drielsma uit 1994, ter herinnering aan de Amerikaanse 30e Infanteriedivisie, de "Old Hickorydivisie", die Maastricht op 14 september 1944 bevrijdde en op deze plek met bootjes de Maas overstak. Bij de ingang van het bestuursgedeelte bevindt zich een driehoekige gedenksteen, die verwijst naar de Europese top van 1991 en het verdrag van 1992. Ook bevindt zich sinds 2018 aan dit gebouw een plaquette die memoreert dat het Verdrag van Maastricht in dat jaar het Europees erfgoedlabel verkreeg. Aan de noordoostkant van het gebouw, bij de entree aan de Limburglaan, staat een fontein met een bronzen sculptuur van Wil Snelder uit 1985.

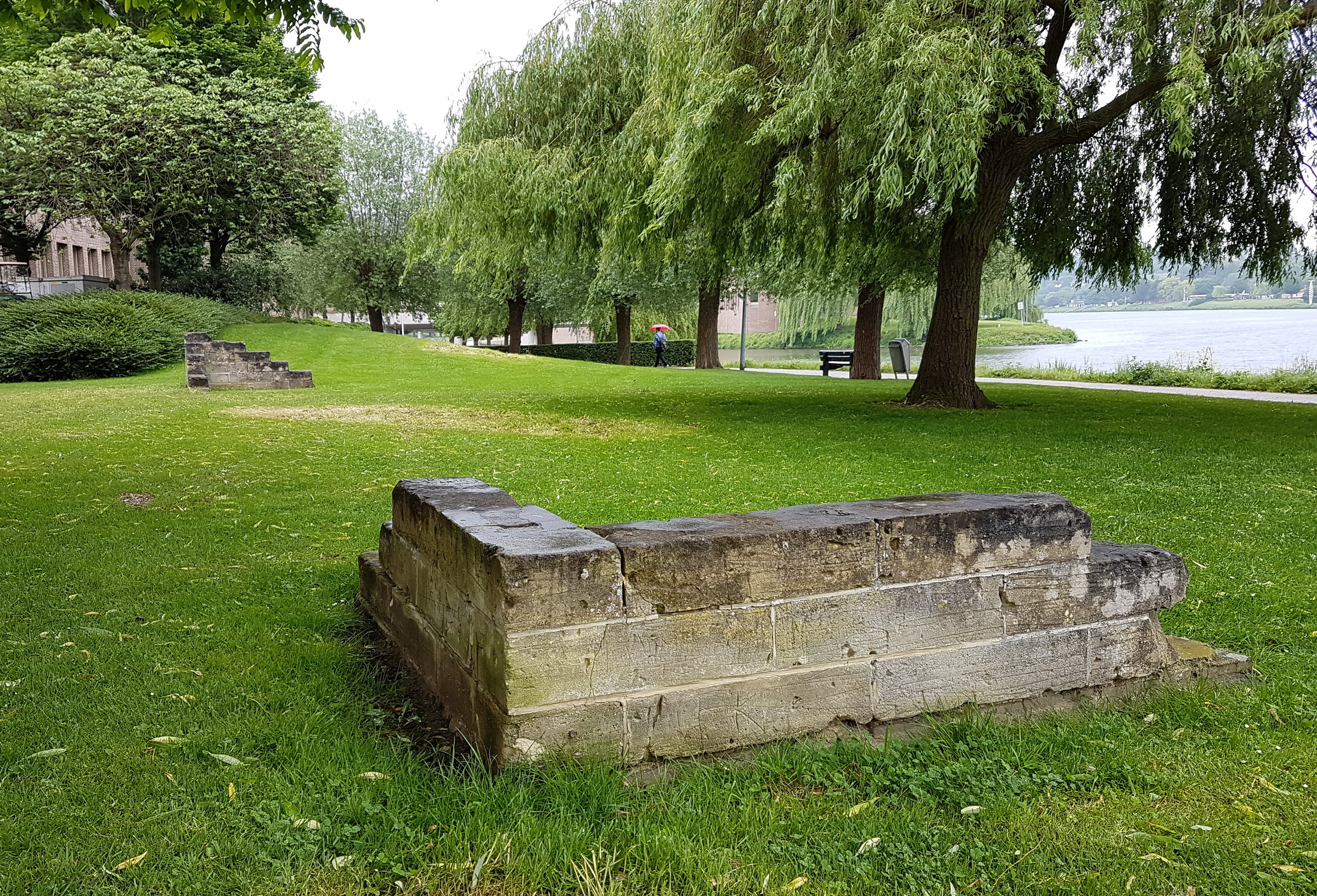
Restanten bastion Randwyck
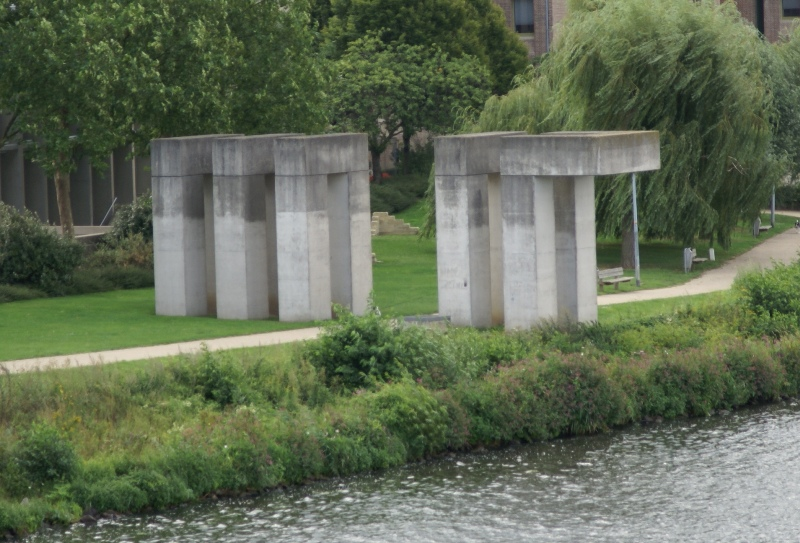
Old Hickorymonument, Appie Drielsma
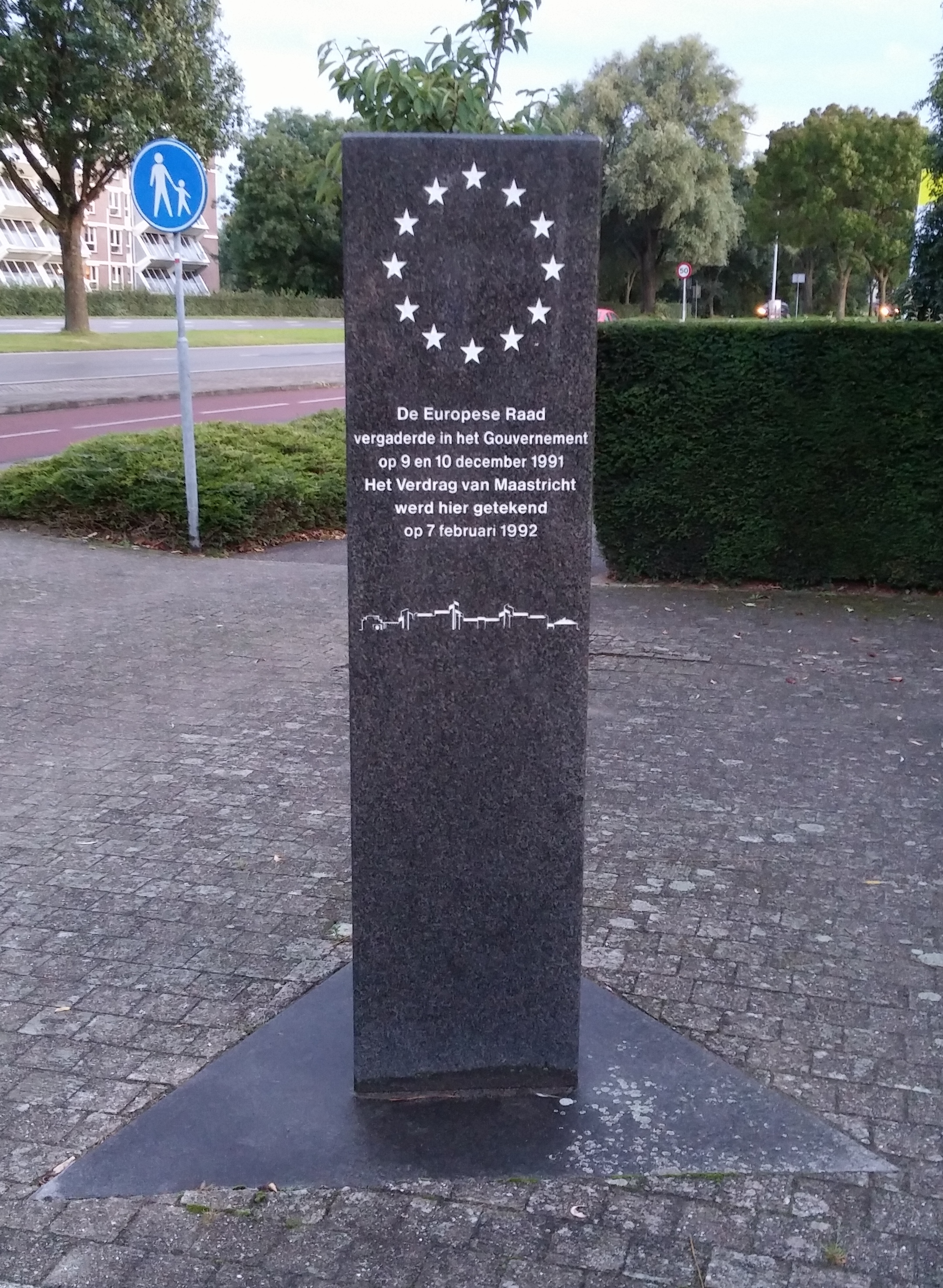
Gedenkteken Verdrag van Maastricht
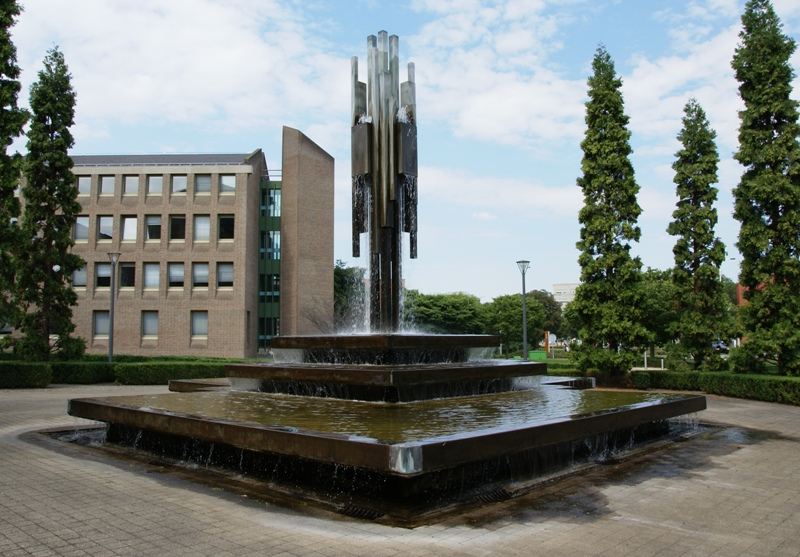
Fontein, Wil Snelder